# Ctenopteris thwaitesii
Ctenopteris thwaitesii là một loài dương xỉ trong họ Polypodiaceae. Loài này được Sledge mô tả khoa học đầu tiên năm 1960.
Danh pháp khoa học của loài này chưa được làm sáng tỏ. 